# イリノイ (レプリカ艦)

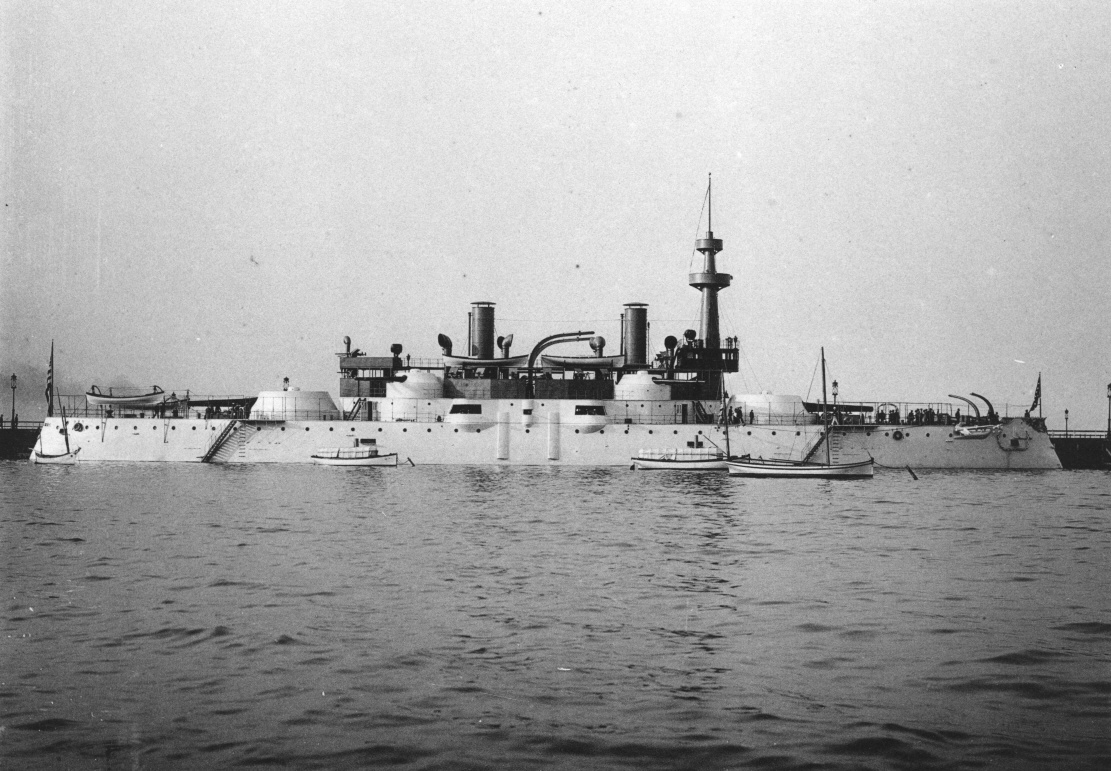
戦艦イリノイ

イリノイ（Illinois）は、インディアナ級戦艦を模した実寸台のレプリカである。1893年のシカゴ万国博覧会の際、海軍技術の展示のために建造された。停泊しているかのように見せるため、桟橋に沿う形で作られていた。木製の杭の上に漆喰塗りのレンガを積んで船体が作られ、その上に漆喰塗りの木枠を組んで上部構造が作られた。艦内には一部本物の機材も展示の一環として組み込まれていた。

## 背景
シカゴ万博から遡ること10年、アメリカ海軍は艦隊の近代化計画に着手した。これはしばしば「新海軍」（New Navy）計画とも呼ばれ、南北戦争以来運用されていた木造船や装甲艦に代わる最初の鋼鉄製軍艦の建造も行われることになる。1891年、アメリカにおける最初の近代的な戦艦として、インディアナ級戦艦が起工された。この新しい戦艦には電気/電動設備を始めとする、南北戦争時代の軍艦には見られなかった各種の最先端技術が取り入れられていた。
万博の計画中、インディアナ級に搭載された最新海軍技術の展示も行うことが決定した。しかし、ラッシュ＝バゴット条約の元、五大湖における軍艦の活動は禁じられていた。また、大型船舶が航行できるシカゴ衛生船舶運河が開通するのは1900年のことで、それまでは仮に五大湖内での展示のために軍艦を建造したとしても、外に運び出す方法がなかった。こうして、本物のインディアナ級戦艦の代わりに実寸大の戦艦のレプリカを作り、その艦内に実物同様の新技術を組み込み、以て展示とすることとされたのである。州名を用いることとされていた戦艦の命名規則に従うと共に、万博開催地への敬意を評し、このレプリカ戦艦にはイリノイの名が与えられた。

## 建造
イリノイは桟橋に沿って建てられており、あたかも戦艦が桟橋に停泊しているかのように見えた。建築家フランク・W・グロガン（Frank W. Grogan）が設計し、建築費用は100,000ドルだった。
杭と重い木材を用いた基礎が、万博会場北東隅にあたるミシガン湖のほとりに建てられた。側面はレンガを組んだ上にセメントを塗って作られた。船体構造はインディアナ級戦艦の輪郭に一致するように慎重に作られた。
上部構造、装甲区画、バーベット、砲塔、主砲および副砲は、セメントおよびラスで覆った木枠で作られていた。さらに本物の軍艦に似せるために、錨、防雷網、つり柱、手すりといった付属品も設置されていた。上部構造の中には、寝台室、居室、調理場、その他の居住区画が設置されていた。これはアメリカの戦艦が実際に備える居住区画を模したものである。細部まで注意を払うことで、イリノイは沿岸戦艦を忠実に再現したレプリカとなった。

## 展示

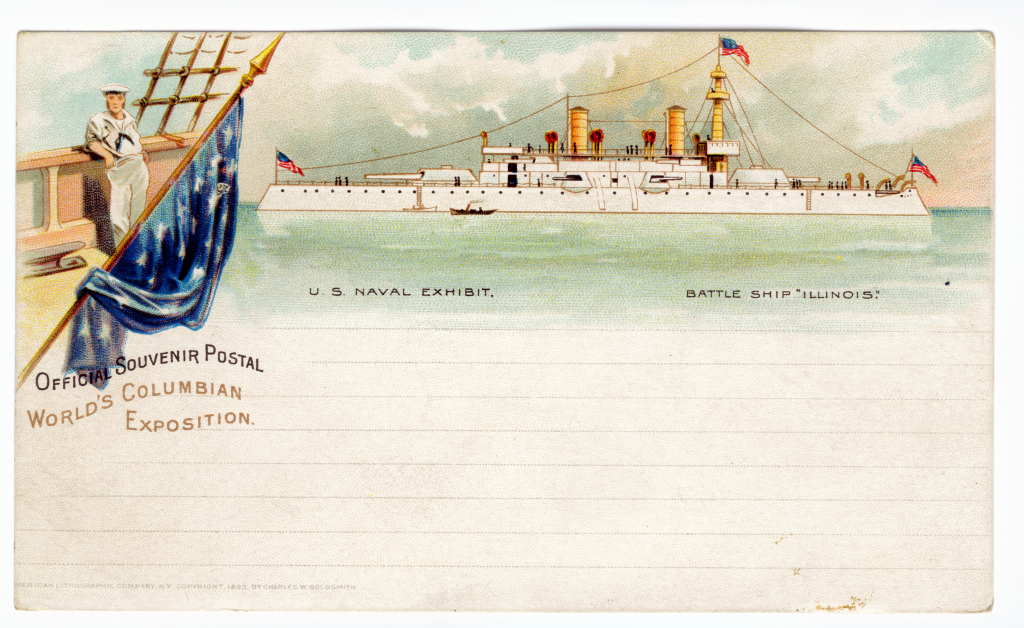
万博で販売された戦艦イリノイの絵葉書

シカゴ万博の目的の1つは、展示を通じて電力技術をアピールすることである。イリノイも例外ではなかった。
船体構造の都合から、主甲板の下にある寝台室のさらに下には機械や区画が存在しなかった。代わりに、主砲塔内に発電室が置かれ、16カンデラ電球350個、38,000カンデラ探照灯2個、いくつかの電動機に電力を供給した。
イリノイには16キロワット船舶用発電機も2つ搭載され、来観者に動作を展示するために用いられた。ただし、実際の電力供給は500ボルト50馬力モーターから供給されていた。イリノイの艦内配線は海軍の規則に基づいて行われており、完全に防水されていた。
イリノイには航行灯一式が設置されていた。2つの探照灯も来観者のために実演展示が行われた。機械室には2つのスターテバント製送風機が設置されていた。
海軍省はイリノイに士官、水兵、海兵隊員から成る分遣隊を割り当てた。乗組員は本物の戦艦と同様、イリノイにて標準的な訓練および勤務を行った。彼ら海軍将兵のほか、万博の管理職員もイリノイに派遣されており、彼らは1776年から1848年まで使われた古い海軍の制服を衣装として着用していた。艦長はリチャード・ウォーサム・ミード代将（Richard Worsam Meade）、副長はエドワード・D・タウシグ少佐が務めた。タウシグは後の米西戦争の際、ウェーク島の領有権を主張した人物として知られる。

## 解体
イリノイは、万博後に北にsevenマイル (11 km)ほど離れたバンビューレン通り近くのウォーターフロントに移す計画が立てられた。移動後、イリノイは新設のイリノイ海軍民兵の本部として使われる予定だった。移設が実現可能かどうか懐疑的な意見もあったが、1894年6月13日から移設予定地に新しい基礎杭が設置されたと言われている。
しかし、結局この計画は実現しなかった。1893年10月に万博が閉幕した後、イリノイも他の多くの建物と同様、しばらくしてから解体された。
イリノイに積まれていた鐘はネイビー・ピアにて展示されている。

## 関連文献
- Beckwith, H. W. The Battleship Illinois Scrapbook. Danville, Ill., 1898. OCLC 15735841
- Indiana Class Battleships. [S.l.]: General Books, 2010 ISBN 1-156-27077-4 OCLC 646408871